# Corry Evans
Corry John Evans (Belfast, 30 de julho de 1990) é um futebolista norte-irlandês que atua na posição de volante. Defende atualmente o Bradford City.

## Carreira
Evans fez parte do elenco da Seleção Norte-Irlandesa de Futebol da Eurocopa de 2016.

## Vida pessoal
É irmão do também jogador Jonny Evans.